# امی فرانچینی
ایمی فرانچینی (متولد ۱۹۷۰، در پترسون، کالیفرنیا) یک هنرمند و طراح معاصر آمریکایی است. فعالیت او طیف گسترده‌ای از رسانه‌ها از جمله طراحی، مجسمه‌سازی، طراحی، هنر شبکه، هنر عمومی و باغبانی را در بر می‌گیرد. فرانچینی در سال ۲۰۰۹ همچنین برنده جایزه سرمایه خلاق در رشته زمینه‌های نوظهور بود.
فرانچینی در سال ۱۹۹۵ Futurefarmers را به عنوان راهی برای گرد هم آوردن هنرمندان چند رشته‌ای تأسیس کرد.
در سال ۲۰۰۲ او تحصیلات تکمیلی خود را در دانشگاه استنفورد آغاز کرد